# Marie Valerie của Áo
Marie Valerie của Áo (tiếng Đức: Marie Valerie von Österreich; 22 tháng 4 năm 1868 – 6 tháng 9 năm 1924) là con út của Franz Joseph I của Áo và Elisabeth xứ Bayern. Nữ Đại vương công thường được gọi là Valerie.
Ngày 31 tháng 7 năm 1890, Marie Valerie kết hôn với Franz Salvator của Áo; cuộc hôn nhân đã gây ra rạn nứt giữa Hoàng nữ và các anh chị vì lẽ ra cuộc hôn nhân của hai vợ chồng phải mang lại lợi ích chính trị, trong khi Marie Valerie, với sự cho phép của Hoàng hậu Elisabeth, lại kết hôn vì tình yêu.

## Những năm đầu đời
Marie Valerie Mathilde Amalie sinh ngày 22 tháng 4 năm 1868 tại Buda, Hungary, là người con út của Franz Joseph I của Áo và Elisabeth xứ Bayern. Nữ Đại vương hai người chị gái là Sophie Friederike và Gisela và một anh trai là Rudolf. Người chị cả của Marie Valerie, Sophie Friederike đã qua đời khi Hoàng nữ được sinh ra. Elisabeth đặc biệt gắn bó với Valerie, người được sinh ra mười năm kể từ đứa con thứ ba của cặp vợ chồng chào đời, và là người con duy nhất Elisabeth được phép tự nuôi nấng trong khi ba người con lớn đã bị tách khỏi mẹ từ bé và được bà nội là Sophie Friederike của Bayern nuôi dưỡng. Bà Đại vương công Sophie đã viết thư cho mẹ của Elisabeth cũng như là em gái là Ludovika Wilhelmine của Bayern rằng "Sisi hoàn toàn đắm chìm bởi tình yêu và sự quan tâm mà con bé dành cho thiên thần nhỏ quá đỗi đáng yêu này". 
Marie Valerie là người con cưng của Elisabeth và bị một số cận thần gọi một cách chua chát là "die Einzige" ("người duy nhất") vì Elisabeth dành sự quan tâm đến Hoàng nữ hơn các anh chị. Valerie yêu mẹ nhưng theo nhật ký của Nữ Đại vương công thì Marie Valerie thường cảm thấy xấu hổ và choáng ngợp trước sự quan tâm đặc biệt của Elisabeth đối với mình, đặc biệt là khi Hoàng nữ là người khiêm tốn và thực tế.
Một biệt danh khác của Valerie là "đứa trẻ Hungary", vì sự ra đời của Hoàng nữ là sự nhượng bộ của Elisabeth, người không thích sự thân mật thể xác và mang thai, để đổi lấy sự hòa hảo của Franz Joseph I với Hungary, phần lãnh thổ mà Hoàng hậu yêu mến nhất của Đế quốc Áo. Tiến trình này lên đến đỉnh điểm khi hai vợ chồng cùng đăng quang tại Buda vào ngày 8 tháng 6 năm 1867 với tư cách là Quốc vương và Vương hậu Hungary và Marie Valerie được sinh ra khoảng hơn chín tháng sau đó.
Elisabeth cố tình chọn Hungary làm nơi chào đời của con gái; không có đứa trẻ vương thất nào được sinh ra ở Hungary trong nhiều thế kỷ qua. Nếu Valerie là con trai thì sẽ được là Stephan theo tên của István I, Quốc vương và Thánh bảo trợ của Hungary. Theo nhà sử học Brigitte Hamann, nếu một con trai được hạ sinh bởi Vương hậu Hungary trong lâu đài ở Budapest sẽ làm tăng khả năng một ngày nào đó đứa trẻ đó sẽ trở thành Quốc vương Hungary và tách Hungary ra khỏi đế quốc Áo. Do đó, triều đình Viên đã vô cùng nhẹ nhõm khi Valerie là con gái.
Những tin đồn ác ý bắt đầu lan truyền rằng Valerie thực chất là con gái của Gyula Andrássy, thủ tướng Hungary và là bạn của Hoàng hậu Elisabeth. Những điều này kéo dài suốt tuổi thơ của Valerie và khiến Nữ Đại vương công tổn thương sâu sắc. Tuy nhiên, về ngoại hình thì Valerie giống Franz Joseph I hơn bất kỳ anh chị nào của mình, thậm chí sự giống nhau còn rõ ràng hơn khi Valerie trưởng thành, do đó những lời đồn cũng không còn nữa. Do những lời đồn này, Valerie có sự ác cảm suốt đời đối với bất cứ điều gì liên quan đến Hungary và càng trở nên trầm trọng hơn khi Elisabeth nhất quyết chỉ nói chuyện với con gái bằng tiếng Hungary. Marie Valerie rất vui vẻ khi được phép nói tiếng Đức với cha, người mà Nữ Đại vương công kính trọng. Ngoài ra, Marie Valerie còn thông thạo tiếng Anh, tiếng Pháp và tiếng Ý. Hoàng nữ thích viết kịch và làm thơ, đồng thời là một nghệ sĩ nghiệp dư tài năng, đặc biệt thích vẽ hoa. Valerie là người ủng hộ nhiệt thành cho nhà hát Burgtheater ở Viên và thường cố gắng tham dự các buổi biểu diễn ở đây nhiều nhất có thể.

## Hôn nhân

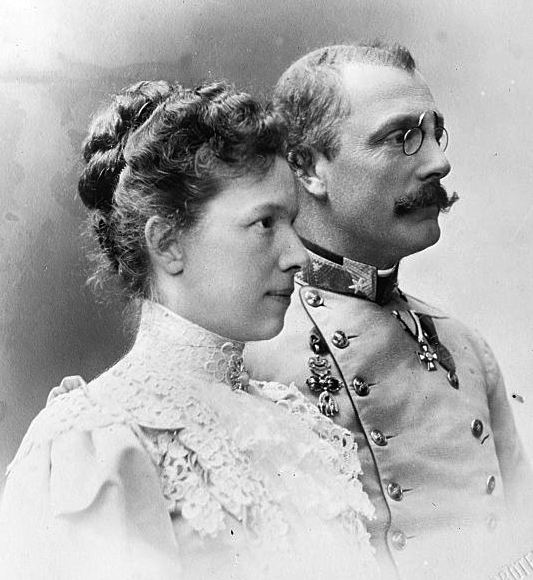
Marie Valerie và Franz Salvator của Áo.

Tại Bad Ischl vào ngày 31 tháng 7 năm 1890, Valerie kết hôn với người em họ là Franz Salvator. Hai người gặp gỡ nhau vào năm 1886 tại một vũ hội, nhưng Valerie đã đợi vài năm để chắc chắn rằng tình cảm của mình dành cho Franz Salvator đủ mạnh mẽ để có một cuộc hôn nhân hạnh phúc. Nhiều người trong triều đình hy vọng rằng Hoàng nữ sẽ kết hôn với một người như Thái tử Sachsen, Thái tử Bồ Đào Nha hay Vương tôn Alfons của Bayern khi Valerie tán tỉnh Alfons. Tuy nhiên, Hoàng hậu Elisabeth tuyên bố rằng Valerie sẽ được phép kết hôn ngay cả với một người quét ống khói nếu Valerie mong muốn (một điều trái ngược với hai người con Gisela và Rudolf khi cả hai đều phải kết hôn vì lợi ích của hoàng triều). Valerie đã chọn Franz Salvator, một vị Đại vương công Áo thuộc nhánh Toscana của Hoàng thất Áo, người không có nhiều tài sản, và Elisabeth, như đã hứa, ủng hộ quyết định của của cô con gái cưng. Điều này đã gây ra rạn nứt sâu sắc giữa Valerie và các anh chị trong một thời gian, nhưng cuối cùng Rudolf đã hòa giải với em gái khi Valerie và Franz đính hôn vào Giáng sinh năm 1888. Tuy nhiên, mối quan hệ giữa Valerie và vợ của Rudolf là Stéphanie của Bỉ vẫn lạnh nhạt ngay cả sau Rudolf qua đời.
Nghi lễ từ bỏ quyền thừa kế của Marie Valerie đối với ngai vàng Áo, một điều cần thiết để cuộc hôn nhân được tiến hành, diễn ra vào ngày 16 tháng 7 năm 1890 tại Hermesvilla. Đám cưới hoành tráng của cặp đôi trẻ diễn ra tại nhà thờ giáo xứ Bad Ischl vào ngày 31 tháng 7. Buổi lễ được tiến hành bởi Giám mục Linz, Franz Maria Doppelbauer. Sau lễ cưới, đôi vợ chồng mới cưới hưởng tuần trăng mật ở Ý, Thụy Sĩ và Bayern.

## Con cái
Marie Valerie và Franz Salvator có 10 người con:
| Tên                        | Sinh                 | Cái chết             | Ghi chú |
| -------------------------- | -------------------- | -------------------- | --- |
| Elisabeth Franziska "Ella" | 27 tháng 1 năm 1892  | 29 tháng 1 năm 1930  | Kết hôn với Bá tước Georg xứ Waldburg-Zeil-Hohenems (1878-1955), có hậu duệ.                                               |
| Franz Karl Salvator        | 17 tháng 2 năm 1893  | 12 tháng 12 năm 1918 | Qua đời vì bệnh cúm Tây Ban Nha.                                                                                           |
| Hubert Salvator            | 30 tháng 4 năm 1894  | 24 tháng 3 năm 1971  | Kết hôn với Thân vương tôn nữ Rosemary xứ Salm-Salm, có hậu duệ.                                                           |
| Hedwig                     | 24 tháng 9 năm 1896  | 1 tháng 11 năm 1970  | Kết hôn với Bá tước Bernard của Stolberg-Stolberg (1881-1952), có con.                                                     |
| Theodor Salvator           | 9 tháng 10 năm 1899  | 8 tháng 4 năm 1978   | Kết hôn với Nữ bá tước Maria Theresa xứ Waldburg-Zeil-Trauchburg (1901-1967), có hậu duệ.                                  |
| Gertrud Maria              | 19 tháng 11 năm 1900 | 20 tháng 12 năm 1962 | Kết hôn với Bá tước Georg xứ Waldburg-Zeil-Hohenems (1878-1955), quan phu của chị gái Elisabeth, có hậu duệ.               |
| Maria Elisabeth            | 19 tháng 11 năm 1901 | 29 tháng 12 năm 1936 | Qua đời mà không lập gia đình.                                                                                             |
| Clemens Salvator           | 6 tháng 10 năm 1904  | 20 tháng 8 năm 1974  | Kết hôn với Nữ Bá tước Elisabeth Rességuier de Miremont (1906-2000), lấy tước hiệu là Thân vương xứ Altenburg, có hậu duệ. |
| Mathilde Maria             | 9 tháng 8 năm 1906   | 18 tháng 10 năm 1991 | Kết hôn với chính trị gia người Áo Ernst Hefel, không có hậu duệ.                                                          |
| Agnes                      | 26 tháng 6 năm 1911  | 26 tháng 6 năm 1911  | Qua đời sau khi sinh được tám giờ.                                                                                         |

## Cuộc sống sau này
Lúc đầu, Valerie và Franz sống tại Schloss Lichtenegg. Ngày 11 tháng 6 năm 1895, cặp đôi đã mua Lâu đài Wallsee trên sông Danube từ Alfred xứ Sachsen-Coburg và Gotha và đã cải tạo hoàn toàn lâu đài. Khi việc cải tạo hoàn tất, một buổi lễ đánh dấu việc hai vợ chồng chuyển đến cung điện mới được tổ chức vào ngày 4 tháng 9 năm 1897. Đã có một lễ mừng lớn cho sự kiện này ở Wallsee do sự yêu mến mà Valerie có được ở nơi đây.
Marie Valarie được biết đến cũng như được mến mộ vì sự hào phóng của mình đối với các nỗ lực từ thiện ở địa phương. Năm 1900, Hoàng nữ trở thành người bảo trợ của Hội Chữ thập đỏ, nơi Valerie thành lập các bệnh viện và quyên góp được số tiền đáng kể; Marie Valerie cũng là người bảo trợ của bảy tổ chức từ thiện khác nhau. Trong Chiến tranh thế giới thứ nhất, Nữ Đại vương công đã tạo ra một doanh trại y tế ngay trong lâu đài và giúp chăm sóc những người bị thương. Marie Valerie còn là một người Công giáo sùng đạo và dành nhiều thời gian ủng hộ các tổ chức từ thiện tôn giáo và được mọi người biết đến với biệt danh "Thiên thần xứ Waldsee".
Valerie bị ảnh hưởng nặng nề bởi vụ tự sát của anh trai Rudolf vào ngày 30 tháng 1 năm 1889 và vụ ám sát mẹ vào tháng 9 năm 1898. Marie và chị gái Gisela là chỗ dựa tinh thần chính cho cha họ sau những thảm kịch này. Cùng với những thị tùng của Elisabeth, Valerie cũng sắp xếp di sản văn học và thư từ của mẹ. Trong nhật ký của mình, Valerie ghi nhận rằng sự lạnh nhạt của cha mẹ chỉ được cải thiện trong vài năm cuối đời của Elisabeth. Valerie cũng cảm thấy rằng việc chăm sóc người cha già của mình, Hoàng đế Franz Joseph I, là một "khổ ải".
Mặc dù cuộc hôn nhân của Valerie và Franz lúc đầu rất hòa hợp nhưng dần dần phai nhạt theo năm tháng. Franz Salvator có rất nhiều mối tình ngoài luồng, trong đó là với vũ công Stephanie Richter, người sau này được mệnh danh là "Thân vương phi điệp viên của Hitler" vì các hoạt động gián điệp trước và trong Chiến tranh thế giới thứ hai. Năm 1914, Stephanie sinh cho Franz một đứa con trai tên Franz Joseph và được Franz Salvator thừa nhận là của mình khi Valerie vẫn còn sống. Valerie đối mặt với những chuyện này một cách kiên cường và chỉ bày tỏ trong nhật ký của mình.
Sau khi Chiến tranh thế giới thứ nhất kết thúc, Valerie chính thức công nhận sự kết thúc của chế độ quân chủ Habsburg và ký các văn bản từ bỏ mọi quyền thừa kế đối với bản thân và con cháu của mình, do đó Valerie được phép giữ lại nhà cửa và tài sản của mình.

## Qua đời
Marie Valerie qua đời tại Lâu đài Wallsee vào ngày 6 tháng 9 năm 1924 vì lymphoma. Không lâu trước khi qua đời, chị gái Gisela của Valerie đã viết trong một lá thư rằng: "Ta phải nói thêm rằng ta đã nhìn thấy Valerie - hoàn toàn tỉnh táo, hoàn toàn nhận thức được tình trạng của con bé và rất nhiệt thành chấp nhận, thậm chí vui vẻ chờ đợi sự ra đi sắp xảy đến với con bé, đến nỗi ta tin rằng sẽ có một sự hồi phục bất ngờ sẽ khiến cho em ta thất vọng." Marie Valerie được chôn cất trong hầm mộ phía sau bàn thờ cao tại nhà thờ giáo xứ ở Sindelburg, Áo. Hàng ngàn người đã theo sau quan tài cho tới khi đến nơi an nghỉ của Hoàng nữ.
Ngày 28 tháng 4 năm 1934, mười năm sau khi của Valerie qua đời, Franz tái hôn với Freiin (tước hiệu tương ứng với Nam tước) Melanie von Riesenfels. Đây là một cuộc hôn nhân bất đăng đối; đám cưới diễn ra ở Viên. Cặp đôi gặp nhau sau cái chết của Valerie tại nhà của Melanie, Cung điện Seisenegg, nơi Melanie sống cùng hai chị gái Maria Anna và Johanna. Sau đám cưới, cặp đôi sống tại Seisenegg.
Franz Salvator qua đời vào ngày 20 tháng 4 năm 1939 tại Viên.
Cây cầu Mária Valéria nối thị trấn Esztergom của Hungary và thị trấn Štúrovo (bấy giờ tên là Parkány) của Slovakia qua sông Danube được khánh thành vào năm 1895, được đặt theo tên của Marie Valerie.

## Huân chương

Hoàng gia huy dạng chữ của Marie Valerie của Áo.

Marie Valerie nhận được những huân chương sau:
- Áo-Hung:
  - Dame của Huân chương Starry Cross [6]
  - Grand Cross của Huân chương Elisabeth, năm 1898[7]
- Vương quốc Bayern: 
  - Dame của Huân chương Thánh Elisabeth
- Bồ Đào Nha: 
  - Dame của Huân chương Thánh Isabel

## Gia phả
| \| \| \| \| \| \| \| \| \| \| \| \| \| \| \| \| \| \| \| \| 16. Leopold II của Thánh chế La Mã \| \| \| \| \| \| \| \| \| \| \| \| \| \| \| \| \| \| \| \| \| \| \| \| \| \| \| \| \| \| \| \| \| \| \| \| \| \| \| \| \| \| \| \| \| \| \| \| \| \| \| \| \| \| 8. Franz II của Thánh chế La Mã \| \| \| \| \| \| \| \| \| \| \| \| \| \| \| \| \| \| \| \| \| \| \| \| \| \| \| \| \| \| \| \| \| \| \| \| \| \| \| \| \| \| \| \| \| \| \| \| \| \| \| \| \| \| 17. María Luisa của Tây Ban Nha \| \| \| \| \| \| \| \| \| \| \| \| \| \| \| \| \| \| \| \| \| \| \| \| \| \| \| \| \| \| \| \| \| \| \| \| \| \| \| \| \| \| \| \| \| \| \| \| \| \| \| \| \| \| 4. Franz Karl của Áo \| \| \| \| \| \| \| \| \| \| \| \| \| \| \| \| \| \| \| \| \| \| \| \| \| \| \| \| \| \| \| \| \| \| \| \| \| \| \| \| \| \| \| \| \| \| \| \| \| \| \| \| \| \| 18. Ferdinando I của Hai Sicilie \| \| \| \| \| \| \| \| \| \| \| \| \| \| \| \| \| \| \| \| \| \| \| \| \| \| \| \| \| \| \| \| \| \| \| \| \| \| \| \| \| \| \| \| \| \| \| \| \| \| \| \| \| \| 9. Maria Teresa của Napoli và Sicilia \| \| \| \| \| \| \| \| \| \| \| \| \| \| \| \| \| \| \| \| \| \| \| \| \| \| \| \| \| \| \| \| \| \| \| \| \| \| \| \| \| \| \| \| \| \| \| \| \| \| \| \| \| \| 19. Maria Karolina của Áo \| \| \| \| \| \| \| \| \| \| \| \| \| \| \| \| \| \| \| \| \| \| \| \| \| \| \| \| \| \| \| \| \| \| \| \| \| \| \| \| \| \| \| \| \| \| \| \| \| \| \| \| \| \| 2. Franz Joseph I của Áo \| \| \| \| \| \| \| \| \| \| \| \| \| \| \| \| \| \| \| \| \| \| \| \| \| \| \| \| \| \| \| \| \| \| \| \| \| \| \| \| \| \| \| \| \| \| \| \| \| \| \| \| \| \| 20. Friedrich Michael xứ Pfalz-Birkenfeld-Bischweiler (= 24) \| \| \| \| \| \| \| \| \| \| \| \| \| \| \| \| \| \| \| \| \| \| \| \| \| \| \| \| \| \| \| \| \| \| \| \| \| \| \| \| \| \| \| \| \| \| \| \| \| \| \| \| \| \| 10. Maximilian I Joseph của Bayern (= 12) \| \| \| \| \| \| \| \| \| \| \| \| \| \| \| \| \| \| \| \| \| \| \| \| \| \| \| \| \| \| \| \| \| \| \| \| \| \| \| \| \| \| \| \| \| \| \| \| \| \| \| \| \| \| 21. Maria Franziska xứ Pfalz-Sulzbach (= 25) \| \| \| \| \| \| \| \| \| \| \| \| \| \| \| \| \| \| \| \| \| \| \| \| \| \| \| \| \| \| \| \| \| \| \| \| \| \| \| \| \| \| \| \| \| \| \| \| \| \| \| \| \| \| 5. Sophie Friederike của Bayern \| \| \| \| \| \| \| \| \| \| \| \| \| \| \| \| \| \| \| \| \| \| \| \| \| \| \| \| \| \| \| \| \| \| \| \| \| \| \| \| \| \| \| \| \| \| \| \| \| \| \| \| \| \| 22. Karl Ludwig xứ Baden (= 26) \| \| \| \| \| \| \| \| \| \| \| \| \| \| \| \| \| \| \| \| \| \| \| \| \| \| \| \| \| \| \| \| \| \| \| \| \| \| \| \| \| \| \| \| \| \| \| \| \| \| \| \| \| \| 11. Karoline xứ Baden (= 13) \| \| \| \| \| \| \| \| \| \| \| \| \| \| \| \| \| \| \| \| \| \| \| \| \| \| \| \| \| \| \| \| \| \| \| \| \| \| \| \| \| \| \| \| \| \| \| \| \| \| \| \| \| \| 23. Amalie xứ Hessen-Darmstadt (= 27) \| \| \| \| \| \| \| \| \| \| \| \| \| \| \| \| \| \| \| \| \| \| \| \| \| \| \| \| \| \| \| \| \| \| \| \| \| \| \| \| \| \| \| \| \| \| \| \| \| \| \| \| \| \| 1. Marie Valerie của Áo \| \| \| \| \| \| \| \| \| \| \| \| \| \| \| \| \| \| \| \| \| \| \| \| \| \| \| \| \| \| \| \| \| \| \| \| \| \| \| \| \| \| \| \| \| \| \| \| \| \| \| \| \| \| 24. Friedrich Michael xứ Pfalz-Birkenfeld-Bischweiler (= 20) \| \| \| \| \| \| \| \| \| \| \| \| \| \| \| \| \| \| \| \| \| \| \| \| \| \| \| \| \| \| \| \| \| \| \| \| \| \| \| \| \| \| \| \| \| \| \| \| \| \| \| \| \| \| 12. Maximilian I Joseph của Bayern (= 10) \| \| \| \| \| \| \| \| \| \| \| \| \| \| \| \| \| \| \| \| \| \| \| \| \| \| \| \| \| \| \| \| \| \| \| \| \| \| \| \| \| \| \| \| \| \| \| \| \| \| \| \| \| \| 25. Maria Franziska xứ Pfalz-Sulzbach (= 21) \| \| \| \| \| \| \| \| \| \| \| \| \| \| \| \| \| \| \| \| \| \| \| \| \| \| \| \| \| \| \| \| \| \| \| \| \| \| \| \| \| \| \| \| \| \| \| \| \| \| \| \| \| \| 6. Ludovika Wilhelmine của Bayern \| \| \| \| \| \| \| \| \| \| \| \| \| \| \| \| \| \| \| \| \| \| \| \| \| \| \| \| \| \| \| \| \| \| \| \| \| \| \| \| \| \| \| \| \| \| \| \| \| \| \| \| \| \| 26. Karl Ludwig xứ Baden (= 22) \| \| \| \| \| \| \| \| \| \| \| \| \| \| \| \| \| \| \| \| \| \| \| \| \| \| \| \| \| \| \| \| \| \| \| \| \| \| \| \| \| \| \| \| \| \| \| \| \| \| \| \| \| \| 13. Karoline xứ Baden (= 11) \| \| \| \| \| \| \| \| \| \| \| \| \| \| \| \| \| \| \| \| \| \| \| \| \| \| \| \| \| \| \| \| \| \| \| \| \| \| \| \| \| \| \| \| \| \| \| \| \| \| \| \| \| \| 27. Amalie xứ Hessen-Darmstadt (= 23) \| \| \| \| \| \| \| \| \| \| \| \| \| \| \| \| \| \| \| \| \| \| \| \| \| \| \| \| \| \| \| \| \| \| \| \| \| \| \| \| \| \| \| \| \| \| \| \| \| \| \| \| \| \| 3. Elisabeth xứ Bayern \| \| \| \| \| \| \| \| \| \| \| \| \| \| \| \| \| \| \| \| \| \| \| \| \| \| \| \| \| \| \| \| \| \| \| \| \| \| \| \| \| \| \| \| \| \| \| \| \| \| \| \| \| \| 28. Wilhelm xứ Bayern \| \| \| \| \| \| \| \| \| \| \| \| \| \| \| \| \| \| \| \| \| \| \| \| \| \| \| \| \| \| \| \| \| \| \| \| \| \| \| \| \| \| \| \| \| \| \| \| \| \| \| \| \| \| 14. Pius August xứ Bayern \| \| \| \| \| \| \| \| \| \| \| \| \| \| \| \| \| \| \| \| \| \| \| \| \| \| \| \| \| \| \| \| \| \| \| \| \| \| \| \| \| \| \| \| \| \| \| \| \| \| \| \| \| \| 29. Maria Anna xứ Pfalz-Zweibrücken \| \| \| \| \| \| \| \| \| \| \| \| \| \| \| \| \| \| \| \| \| \| \| \| \| \| \| \| \| \| \| \| \| \| \| \| \| \| \| \| \| \| \| \| \| \| \| \| \| \| \| \| \| \| 7. Maximilian Joseph xứ Bayern \| \| \| \| \| \| \| \| \| \| \| \| \| \| \| \| \| \| \| \| \| \| \| \| \| \| \| \| \| \| \| \| \| \| \| \| \| \| \| \| \| \| \| \| \| \| \| \| \| \| \| \| \| \| 30. Ludwig Maria xứ Arenberg \| \| \| \| \| \| \| \| \| \| \| \| \| \| \| \| \| \| \| \| \| \| \| \| \| \| \| \| \| \| \| \| \| \| \| \| \| \| \| \| \| \| \| \| \| \| \| \| \| \| \| \| \| \| 15. Amalie Luise xứ Arenberg \| \| \| \| \| \| \| \| \| \| \| \| \| \| \| \| \| \| \| \| \| \| \| \| \| \| \| \| \| \| \| \| \| \| \| \| \| \| \| \| \| \| \| \| \| \| \| \| \| \| \| \| \| \| 31. Marie Adélaïde Julie xứ Mailly-Nesle \| \| \| \| \| \| \| \| \| \| \| \| \| \| \| \| \| \| \| \| \| \| \| \| \| \| \| \| \| \| \| \| \| \| \| \| \| \| \| \| \| \| \| \| \| \| \| \| \| \| \| \| |                                                              |  |  |  |  |  |  |  |  |  |  |  |  |  |  |  |
| |                                                              |  |  |  |  |  |  |  |  |  |  |  |  |  |  |  |
| | 16. Leopold II của Thánh chế La Mã                           |  |  |  |  |  |  |  |  |  |  |  |  |  |  |  |
| |                                                              |  |  |  |  |  |  |  |  |  |  |  |  |  |  |  |
| |                                                              |  |  |  |  |  |  |  |  |  |  |  |  |  |  |  |
| | 8. Franz II của Thánh chế La Mã                              |  |  |  |  |  |  |  |  |  |  |  |  |  |  |  |
| |                                                              |  |  |  |  |  |  |  |  |  |  |  |  |  |  |  |
| |                                                              |  |  |  |  |  |  |  |  |  |  |  |  |  |  |  |
| | 17. María Luisa của Tây Ban Nha                              |  |  |  |  |  |  |  |  |  |  |  |  |  |  |  |
| |                                                              |  |  |  |  |  |  |  |  |  |  |  |  |  |  |  |
| |                                                              |  |  |  |  |  |  |  |  |  |  |  |  |  |  |  |
| | 4. Franz Karl của Áo                                         |  |  |  |  |  |  |  |  |  |  |  |  |  |  |  |
| |                                                              |  |  |  |  |  |  |  |  |  |  |  |  |  |  |  |
| |                                                              |  |  |  |  |  |  |  |  |  |  |  |  |  |  |  |
| | 18. Ferdinando I của Hai Sicilie                             |  |  |  |  |  |  |  |  |  |  |  |  |  |  |  |
| |                                                              |  |  |  |  |  |  |  |  |  |  |  |  |  |  |  |
| |                                                              |  |  |  |  |  |  |  |  |  |  |  |  |  |  |  |
| | 9. Maria Teresa của Napoli và Sicilia                        |  |  |  |  |  |  |  |  |  |  |  |  |  |  |  |
| |                                                              |  |  |  |  |  |  |  |  |  |  |  |  |  |  |  |
| |                                                              |  |  |  |  |  |  |  |  |  |  |  |  |  |  |  |
| | 19. Maria Karolina của Áo                                    |  |  |  |  |  |  |  |  |  |  |  |  |  |  |  |
| |                                                              |  |  |  |  |  |  |  |  |  |  |  |  |  |  |  |
| |                                                              |  |  |  |  |  |  |  |  |  |  |  |  |  |  |  |
| | 2. Franz Joseph I của Áo                                     |  |  |  |  |  |  |  |  |  |  |  |  |  |  |  |
| |                                                              |  |  |  |  |  |  |  |  |  |  |  |  |  |  |  |
| |                                                              |  |  |  |  |  |  |  |  |  |  |  |  |  |  |  |
| | 20. Friedrich Michael xứ Pfalz-Birkenfeld-Bischweiler (= 24) |  |  |  |  |  |  |  |  |  |  |  |  |  |  |  |
| |                                                              |  |  |  |  |  |  |  |  |  |  |  |  |  |  |  |
| |                                                              |  |  |  |  |  |  |  |  |  |  |  |  |  |  |  |
| | 10. Maximilian I Joseph của Bayern (= 12)                    |  |  |  |  |  |  |  |  |  |  |  |  |  |  |  |
| |                                                              |  |  |  |  |  |  |  |  |  |  |  |  |  |  |  |
| |                                                              |  |  |  |  |  |  |  |  |  |  |  |  |  |  |  |
| | 21. Maria Franziska xứ Pfalz-Sulzbach (= 25)                 |  |  |  |  |  |  |  |  |  |  |  |  |  |  |  |
| |                                                              |  |  |  |  |  |  |  |  |  |  |  |  |  |  |  |
| |                                                              |  |  |  |  |  |  |  |  |  |  |  |  |  |  |  |
| | 5. Sophie Friederike của Bayern                              |  |  |  |  |  |  |  |  |  |  |  |  |  |  |  |
| |                                                              |  |  |  |  |  |  |  |  |  |  |  |  |  |  |  |
| |                                                              |  |  |  |  |  |  |  |  |  |  |  |  |  |  |  |
| | 22. Karl Ludwig xứ Baden (= 26)                              |  |  |  |  |  |  |  |  |  |  |  |  |  |  |  |
| |                                                              |  |  |  |  |  |  |  |  |  |  |  |  |  |  |  |
| |                                                              |  |  |  |  |  |  |  |  |  |  |  |  |  |  |  |
| | 11. Karoline xứ Baden (= 13)                                 |  |  |  |  |  |  |  |  |  |  |  |  |  |  |  |
| |                                                              |  |  |  |  |  |  |  |  |  |  |  |  |  |  |  |
| |                                                              |  |  |  |  |  |  |  |  |  |  |  |  |  |  |  |
| | 23. Amalie xứ Hessen-Darmstadt (= 27)                        |  |  |  |  |  |  |  |  |  |  |  |  |  |  |  |
| |                                                              |  |  |  |  |  |  |  |  |  |  |  |  |  |  |  |
| |                                                              |  |  |  |  |  |  |  |  |  |  |  |  |  |  |  |
| | 1. Marie Valerie của Áo                                      |  |  |  |  |  |  |  |  |  |  |  |  |  |  |  |
| |                                                              |  |  |  |  |  |  |  |  |  |  |  |  |  |  |  |
| |                                                              |  |  |  |  |  |  |  |  |  |  |  |  |  |  |  |
| | 24. Friedrich Michael xứ Pfalz-Birkenfeld-Bischweiler (= 20) |  |  |  |  |  |  |  |  |  |  |  |  |  |  |  |
| |                                                              |  |  |  |  |  |  |  |  |  |  |  |  |  |  |  |
| |                                                              |  |  |  |  |  |  |  |  |  |  |  |  |  |  |  |
| | 12. Maximilian I Joseph của Bayern (= 10)                    |  |  |  |  |  |  |  |  |  |  |  |  |  |  |  |
| |                                                              |  |  |  |  |  |  |  |  |  |  |  |  |  |  |  |
| |                                                              |  |  |  |  |  |  |  |  |  |  |  |  |  |  |  |
| | 25. Maria Franziska xứ Pfalz-Sulzbach (= 21)                 |  |  |  |  |  |  |  |  |  |  |  |  |  |  |  |
| |                                                              |  |  |  |  |  |  |  |  |  |  |  |  |  |  |  |
| |                                                              |  |  |  |  |  |  |  |  |  |  |  |  |  |  |  |
| | 6. Ludovika Wilhelmine của Bayern                            |  |  |  |  |  |  |  |  |  |  |  |  |  |  |  |
| |                                                              |  |  |  |  |  |  |  |  |  |  |  |  |  |  |  |
| |                                                              |  |  |  |  |  |  |  |  |  |  |  |  |  |  |  |
| | 26. Karl Ludwig xứ Baden (= 22)                              |  |  |  |  |  |  |  |  |  |  |  |  |  |  |  |
| |                                                              |  |  |  |  |  |  |  |  |  |  |  |  |  |  |  |
| |                                                              |  |  |  |  |  |  |  |  |  |  |  |  |  |  |  |
| | 13. Karoline xứ Baden (= 11)                                 |  |  |  |  |  |  |  |  |  |  |  |  |  |  |  |
| |                                                              |  |  |  |  |  |  |  |  |  |  |  |  |  |  |  |
| |                                                              |  |  |  |  |  |  |  |  |  |  |  |  |  |  |  |
| | 27. Amalie xứ Hessen-Darmstadt (= 23)                        |  |  |  |  |  |  |  |  |  |  |  |  |  |  |  |
| |                                                              |  |  |  |  |  |  |  |  |  |  |  |  |  |  |  |
| |                                                              |  |  |  |  |  |  |  |  |  |  |  |  |  |  |  |
| | 3. Elisabeth xứ Bayern                                       |  |  |  |  |  |  |  |  |  |  |  |  |  |  |  |
| |                                                              |  |  |  |  |  |  |  |  |  |  |  |  |  |  |  |
| |                                                              |  |  |  |  |  |  |  |  |  |  |  |  |  |  |  |
| | 28. Wilhelm xứ Bayern                                        |  |  |  |  |  |  |  |  |  |  |  |  |  |  |  |
| |                                                              |  |  |  |  |  |  |  |  |  |  |  |  |  |  |  |
| |                                                              |  |  |  |  |  |  |  |  |  |  |  |  |  |  |  |
| | 14. Pius August xứ Bayern                                    |  |  |  |  |  |  |  |  |  |  |  |  |  |  |  |
| |                                                              |  |  |  |  |  |  |  |  |  |  |  |  |  |  |  |
| |                                                              |  |  |  |  |  |  |  |  |  |  |  |  |  |  |  |
| | 29. Maria Anna xứ Pfalz-Zweibrücken                          |  |  |  |  |  |  |  |  |  |  |  |  |  |  |  |
| |                                                              |  |  |  |  |  |  |  |  |  |  |  |  |  |  |  |
| |                                                              |  |  |  |  |  |  |  |  |  |  |  |  |  |  |  |
| | 7. Maximilian Joseph xứ Bayern                               |  |  |  |  |  |  |  |  |  |  |  |  |  |  |  |
| |                                                              |  |  |  |  |  |  |  |  |  |  |  |  |  |  |  |
| |                                                              |  |  |  |  |  |  |  |  |  |  |  |  |  |  |  |
| | 30. Ludwig Maria xứ Arenberg                                 |  |  |  |  |  |  |  |  |  |  |  |  |  |  |  |
| |                                                              |  |  |  |  |  |  |  |  |  |  |  |  |  |  |  |
| |                                                              |  |  |  |  |  |  |  |  |  |  |  |  |  |  |  |
| | 15. Amalie Luise xứ Arenberg                                 |  |  |  |  |  |  |  |  |  |  |  |  |  |  |  |
| |                                                              |  |  |  |  |  |  |  |  |  |  |  |  |  |  |  |
| |                                                              |  |  |  |  |  |  |  |  |  |  |  |  |  |  |  |
| | 31. Marie Adélaïde Julie xứ Mailly-Nesle                     |  |  |  |  |  |  |  |  |  |  |  |  |  |  |  |
| |                                                              |  |  |  |  |  |  |  |  |  |  |  |  |  |  |  |
| |                                                              |  |  |  |  |  |  |  |  |  |  |  |  |  |  |  |